# Natalia Dudinskaja
Natalia Dudinskaja, född 21 augusti 1912 i Charkov, död 29 januari 2003 i Sankt Petersburg, var en rysk ballerina och balettlärare.
Dudinskaja tog sina första balettlektioner för sin mor, Natalia Tagliori. 1923 började hon vid balettakademin i Petrograd där hon studerade för Agrippina Vaganova. Vid examenstillfället 1931 dansade hon Le Corsaire. Dudinskaja kom att bli berömd för sin perfekta teknik och sinne för romantiska balettroller. 
Från 1951 var hon balettlärare. Anastasia Volochkova och Uliana Lopatkina var bland hennes sista elever.

## Eftermäle
Asteroiden 8470 Dudinskaya är uppkallad efter henne.